# 小西堡乡
小西堡乡，是中华人民共和国河北省邯郸市丛台区下辖的一个乡镇级行政单位。2016年前属永年县。当年，中国国务院批准邯郸市的多个县的行政区划调整。永年县改设为永年区。小西堡乡则与南沿村镇、姚寨乡划入丛台区。

## 行政区划
小西堡乡下辖以下地区：
南大堡村、宋寨村、义井堡村、孙目连寨村、王吕寨村、王寨村、下元寨村、小西堡村、小东堡村、长桥村、北官寨村、南官寨村、前大西堡村、后大西堡村、八里庄村、牛屯村、张庄村、东马庄村、前未寨村、后未寨村、前官寨村、后官寨村、吴良寨村、赵寨村、东沿堡村、西沿堡村、琚屯村、西韩寨村、东韩寨村、北韩寨村、十里店村和前东堡村。